# Moses Gaster

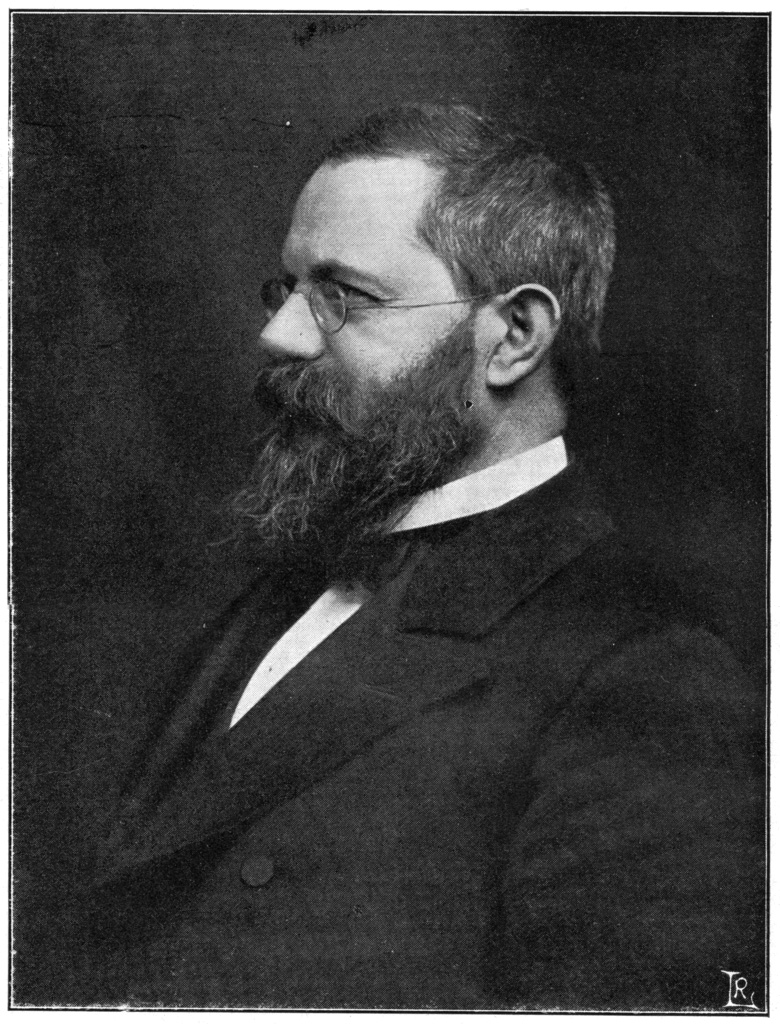
Moses Gaster (1904)

Moses Gaster (geb. 16. September 1856 in Bukarest; gest. 5. März 1939 bei Abingdon, England) war sephardischer Oberrabbiner (Chacham) Englands 1887–1918, jüdischer Gelehrter und Volkskundler.

## Leben
Gaster stammte aus einer angesehenen jüdischen Familie in Bukarest, sein Großvater war Gründer einer Synagoge und sein Vater niederländischer Konsul in Rumänien. Gaster ging in Bukarest auf das Gymnasium und studierte ab 1876 am jüdischen theologischen Seminar in Breslau bei Heinrich Graetz und Zacharias Frankel sowie an der Universität Breslau (Orientalistik, Linguistik, biblische Studien). 1877 wurde er an der Universität Leipzig mit einer Arbeit über die historische Phonetik des Rumänischen promoviert. 1878 war er in Berlin Mitglied eines Komitees, das sich für jüdische Emanzipation in Rumänien einsetzte. 1880 kehrte er nach Bukarest zurück, wo er sich unter anderem mit rumänischer Volksliteratur befasste, worüber er 1883 sein Magnum Opus veröffentlichte, an dem er zehn Jahre gearbeitet hatte, und Vorlesungen über vergleichende Mythologie, rumänische Sprache und rumänische Literatur an der Universität hielt. Außerdem war er Generalinspektor der Schulen und im Lehrer-Prüfungsausschuss. Er gehörte zu den ersten Chowewe Zion in Rumänien und war von 1882 bis 1884 in deren Zentralausschuss.
Wegen seines öffentlichen Protestes gegen die antijüdische Politik der rumänischen Regierung wurde er 1885 aus Rumänien vertrieben. Er ging nach London, war 1886 bis 1891 Lecturer für Slawistik an der Universität Oxford und war seit 1887 Rabbiner in der portugiesischen (sephardischen) Gemeinde in London trotz seiner aschkenasischen Abkunft. Er war Leiter des Montefiore College in Ramsgate, das er nach dem Vorbild des Breslauer Seminars organisierte. Er hatte eine führende Rolle in englischen jüdischen Kreisen und der englischen Zionistenbewegung.
Auch die rumänische Regierung rehabilitierte ihn, ehrte ihn mit dem Verdienstorden und lud ihn zur Rückkehr ein, was er aber ausschlug. 1891 erhielt er den rumänischen Ordre pour le Mérite erster Klasse und er verfasste für die rumänische Regierung einen Bericht über das englische Schulsystem, der auch in der Reform des Unterrichtswesens in Rumänien einflussreich war.
Er war der Vizepräsident des ersten Zionistenkongresses 1897 sowie des zweiten, dritten, vierten und siebten Kongresses. Auf dem dritten Zionistenkongress 1899 in Basel hatte er mit Theodor Herzl eine heftige Auseinandersetzung, wobei Gaster sich schließlich argumentativ geschlagen geben musste. Auf dem vierten Zionistenkongress (London 1900) hatte Gaster zeitweise gemeinsam mit Max Nordau das Präsidium inne.
Moses Gaster war befreundet mit Sir Francis Montefiore (1860–1935), den er für den Zionismus gewann.
Als Folklorist brachte Moses Gaster Erstausgaben hebräischer und samaritanischer Werke des frühen Mittelalters heraus, auch englische Übersetzungen altjiddischer Literatur (z. B. das Ma'assebuch). Seine Privatbibliothek war neben denen von Sassoon, Seligmann oder Schocken eine der bedeutendsten der ersten Hälfte des 20. Jhdts. jüdischer Thematik und umfasste u. a. Tausende wertvoller hebräischer, samaritanischer und slawischer Handschriften. In der Sammlung mit über 2000 Manuskripten waren auch über 10.000 Fragmente aus der Genizah der Ben-Esra-Synagoge in Alt-Kairo. Im Zweiten Weltkrieg, als die Sammlung in einem Londoner Keller ausgelagert war, erlitt sie schwere Wasserschäden – große Teile waren aber zuvor schon transkribiert. 1954 wurde sie von der John Rylands Library der Universität Manchester erworben.
Er war Präsident der Folklore Lore Society, Präsident der Jewish Historical Society und Vizepräsident der Royal Asiatic Society.
Sein Neffe war der Physiker John Ziman.

## Schriften
- Studies and Texts in Folklore-Lore, Magic, Medieval Romance, Hebrew Apocrypha and Samaritan Archaeology, drei Bände, London, Maggs Brothers, 1925–1928 (Sammlung seiner Aufsätze), Reprint New York 1971
- Literatura populară română, Bukarest 1883 (seine Geschichte der rumänischen Volksliteratur)
- Chrestomaţia română, 2 Bände, Brockhaus, Leipzig, Bukarest, 1892
- Ilchester Lectures on Greco-Slavonic Literature and its relation to the folk-lore of Europe during the Middle Ages, London 1886 (Vorlesungen Oxford)
- The Samaritans. Their history, doctrines and literature, Oxford University Press 1925
- Samaritan oral law and ancient traditions, The Search Publishing Company, London 1932
- The sword of Moses. An ancient book of Magic, London, Dutt 1896
- Herausgeber und Übersetzer von ha-Levi El`Azar ben Asher The chronicles of Jerahmeel, London, Royal Asiatic Society 1899
- Herausgeber The Exampla of the Rabbis, London, Leipzig, Asia Pub. Comp. 1924
- Herausgeber und Übersetzer aus dem Jiddischen: Ma’aseh book – book of Jewish tales and legends, 2 Bände, Philadelphia, The Jewish Publication Society of America 1934
- Herausgeber Hebrew illuminated Bibles of the IXth and Xth centuries (codices or. Gaster, no. 150 and 151), London, Harrison and Sons 1901
- Herausgeber The tittled Bible, a model codex of the Pentateuch, reproduced in facsimile from ms. no. 85 of the Gaster collection now in the British museum, with a dissertation on the history of the tittles, their origin, date and significance, London, Maggs Brothers 1929
- Jewish Folk-Lore in the Middle Ages, London 1887
- History of the Ancient Synagogue of the Spanish and Portuguese Jews, London 1901 (Gedenkband zum 200-jährigen Bestehen der Bevis Marks Synagoge)